# قضاعة بحرية
القُضَاعة البحرية (الاسم العلمي: Enhydra lutris) تعيش القضاعات البحرية على طول ساحل المحيط الهادئ لأمريكا الشمالية حاليّا، وكان موطنها السابق يشمل المياه الضحلة لمضيق بيرنغ وشبه جزيرة كامشاتكا وصولا حتى اليابان. تمتلك القضاعات البحرية قرابة 200 ألف خصلة شعر بكل سنتيمتر مربع من جلدها، وفراء مترف أنيق دفع بالبشر إلى صيدها لحد الانقراض. حظيت هذ الحيوانات بالحماية عام 1911 عندما تم التوقيع على اتفاقية فقمات الفراء لشمال المحيط الهادئ، التي هدفت لتنظيم صيد الفقمات الفروية والقضاعات البحرية بطريقة لا تعرضها للخطر، ولكن بحلول ذلك الوقت كان قد تبقى القليل جدا من هذه القضاعات لدرجة أن تجارة الفراء لم تعد مربحة. تقتات القضاعات البحرية على المحار وغيره من اللافقاريات (وبشكل خاص البطلينوس، أذن البحر، وقنافذ البحر) وغالبا ما تستعمل الحجارة لكسر الصدفة الخارجية التي تحميها. يتراوح حجم هذه الحيوانات بين 1.0 و1.5 أمتار (2.5 إلى 5 أقدام) وتزن 30 كيلوغراما (65 رطلا). عادت القضاعات البحرية للانتشار عبر موطنها السابق حاليّا، بعد أن شارفت على الانقراض، وذلك انطلاقا من الجمهرات الباقية في كاليفورنيا وآلاسكا.
لا تمتلك القضاعات البحرية، على العكس من الثدييات البحرية الأخرى كالفقمات والحيتان، طبقة عازلة من الشحم للحفاظ على درجة حرارتها، بل تعتمد كما أنواع القضاعة الأخرى على طبقة من الهواء المحبوس في فرائها، والذي تبقي نسبته على حالها عن طريق النفخ في فرائها من أفواهها. تمضي هذه الحيوانات معظم وقتها في المياه، على العكس من باقي الأنواع التي تمضي أغلبية وقتها على اليابسة.
الاحتياجات العالية للطاقة في عملية التمثيل الغذائي لقضاعة البحر تتطلب منها استهلاك ما لا يقل عن 20% من كتلة جسمها يومياً. السباحة على السطح والبحث عن الطعام هما العاملان الرئيسيان في ارتفاع تكاليف الطاقة لديها، وذلك بسبب مقاومة سطح الماء أثناء السباحة وفقدان الحرارة من الجسم أثناء الغطس العميق للبحث عن الطعام. عضلات قضاعة البحر مجهزة خصيصاً لتوليد الحرارة دون مجهود بدني.
بعد أن كانت على حافة الانقراض بسبب تجارة الفراء، بدأ عدد قضاعة البحر في التعافي تدريجياً بفضل الجهود الدولية لحمايتها والبرامج الخاصة بالحفاظ عليها. خلال القرن العشرين، استعادت قضاعة البحر حوالي ثلثي نطاقها التاريخي، ويعتبر هذا التعافي أحد أعظم النجاحات في الحفاظ على البيئة البحرية. ومع ذلك، لا تزال الاتحاد الدولي لحفظ الطبيعة يصنف قضاعة البحر كنوع مهدد بالانقراض، ويصف التهديدات الكبيرة التي تواجهها، مثل تلوث النفط، والافتراس بواسطة الحيتان القاتلة، والصيد الجائر، والصراعات مع الصيد - فقضاعة البحر قد تغرق إذا علقت في معدات الصيد.
قضاعة البحر هي أثقل أفراد عائلة ابن العرس (قضاعة عملاقة أطول ولكنها أنحف بشكل كبير)، وهي مجموعة متنوعة تضم 13 نوعاً من القضاعات والحيوانات البرية مثل العرس، والغرير، والمنك. وتتميز بين أفراد عائلتها بعدم بناء أوكار أو جحور، ولا تمتلك غدد رائحة شرجية وظيفية، ويمكنها العيش طوال حياتها دون مغادرة الماء. وهي الممثل الوحيد الحي لجنس إنهدرا، وتختلف إلى حد كبير عن الأنواع الأخرى في عائلة ابن العرس حتى أن بعض العلماء، حتى وقت قريب في عام 1982، كانوا يعتقدون أنها مرتبطة بشكل أوثق بفصيلة الفقمات عديمة الأذنين.